# اوکی‌او
اوکی‌او (ОКО) مجموعه‌ای متشکل از دو آسمان‌خراش واقع در قواره ۱۶ در مرکز بین‌المللی کسب‌وکار مسکو در مسکو، روسیه است. این مجموعه چندمنظوره که در مجموع ۲۵۰٬۰۰۰ متر مربع از زمین را اشغال کرده است، آپارتمان، فضای اداری، یک هتل پنج ستاره و غیره را در خود جای داده است.
این دو آسمان‌خراش، برج شمالی و برج جنوبی، از بلندترین آسمان‌خراش‌های روسیه هستند و دومی بلندتر از اولی است. ساختمان جنوبی به ارتفاع ۳۵۴٫۱ متر و با ۸۵ طبقه بلندترین ساختمان در اروپا و روسیه در زمان ساختش بود؛ تا اینکه برج فدراسیون چند ماه بعد از آن پیشی گرفت. برج شمالی ۴۹ طبقه دارد و با ۲۴۵ متر ارتفاع، یازدهمین ساختمان بلند در روسیه است. این مجموعه همچنین یک پارکینگ بزرگ دارد که ۱۲ طبقه است و ۴۴ متر ارتفاع دارد.